# Indio pícaro

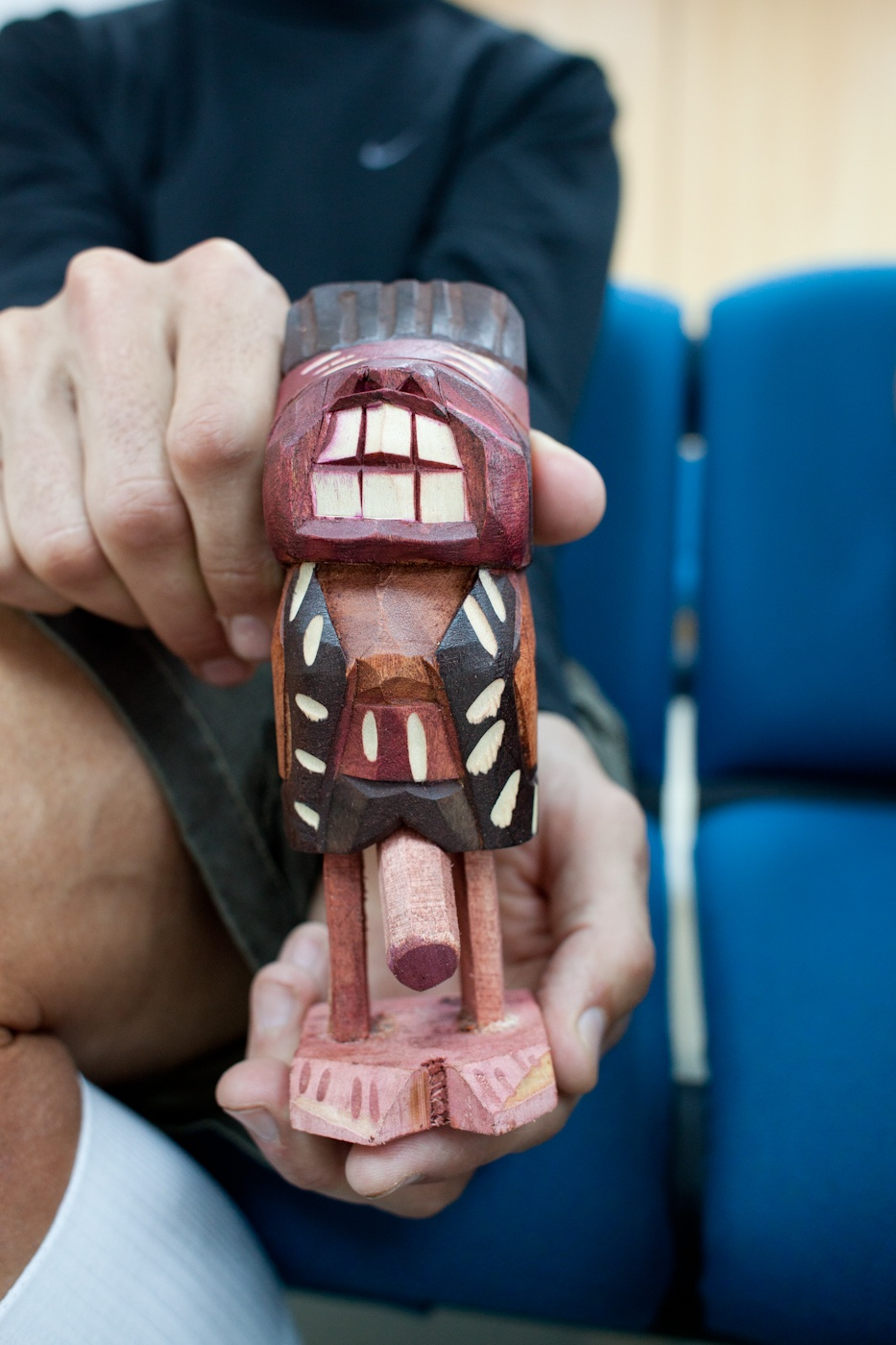
Al levantar la escultura, se activa el mecanismo.

El indio pícaro o el Picarón o también Pichulonco es una obra tradicional de artesanía chilena. Está fabricado generalmente en madera de álamo, siendo utilizado principalmente para bromas y chistes, así también como un adorno. Consiste de la imagen de un aborigen con atuendos de indios norteamericanos pintados coloridamente y una amplia sonrisa que, al ser levantado, muestra un pene erecto.

## Historia

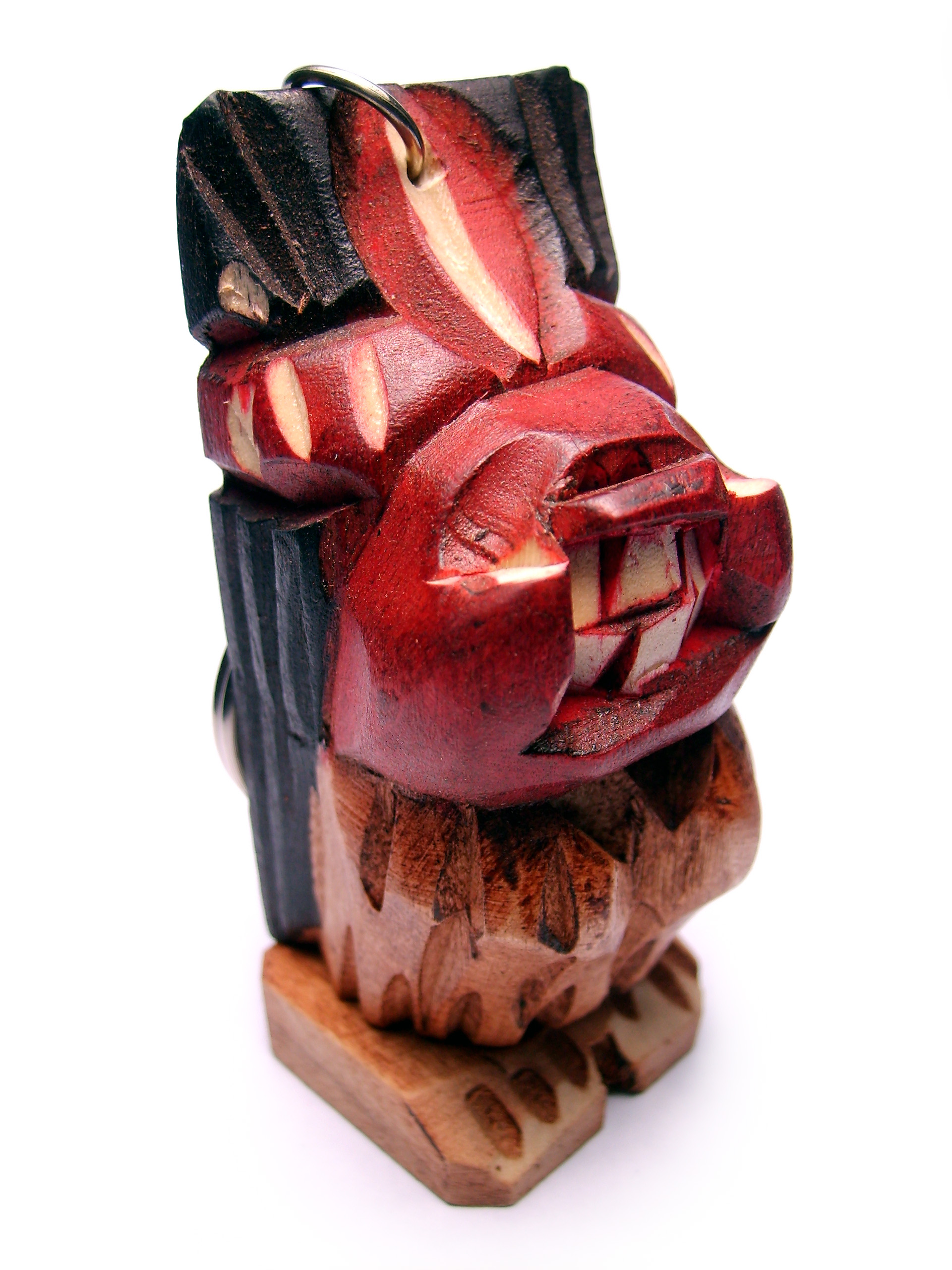
«Guacolda», la versión femenina del Indio Pícaro.

Algunas fuentes citan que fue creado en Pucón el 16 de marzo de 1980 por Jorge Medina Ramírez (nacido en 1955), un artesano autodidacta que junto a sus amigos, y como un reto de su patrón, debieron copiar un muñeco apache articulado que escondía sus atributos bajo un taparrabo y así este enviarlo como broma a un amigo de Santiago. Pero con el tiempo fue ganando fama y con la gran cantidad de encargos decidió hacer fabricaciones en serie.
Un hecho que tuvo difusión internacional fue cuando el vicepresidente de los Estados Unidos, Dan Quayle, compró en Santiago una de estas artesanías durante su visita a Chile en marzo de 1990. En esa ocasión, viajaba de Valparaíso a Santiago cuando se detuvo en un puesto artesanal de Casablanca:
| ...These dolls, at first glance, are wooden South American Indians, sporting wide grins and headdresses. When lifted, the male dolls become, ah, anatomically correct. You might say "anatomically generous". Quayle picked up the doll, turned bright red and laughed out loud....                                                    |
| ...Estos muñecos, a primera vista, son indios sudamericanos de madera, luciendo amplias sonrisas y cintillos. Cuando se levantan, los muñecos masculinos se vuelven, ah, anatómicamente correctos. Se podría decir "anatómicamente generoso". Quayle tomó el muñeco, se puso de color rojo brillante y se echó a reír a carcajadas.... |

Estas estatuillas, que generalmente no sobrepasan los 15 centímetros de altura, comenzaron a venderse en Santiago a inicios de los años 1990, popularizándose rápidamente. En el mercado municipal de Temuco se venden gran cantidad de esta figura por su identidad con el pueblo mapuche, y aquí se pueden encontrar figuras talladas que sobrepasan los 1,50 metros.
A pesar de ser una artesanía bastante popular, también hay detractores de esta singular figura, como el reconocido artesano de cerámica mapuche Sergio San Martín, quien considera la estatuilla como una burla a la cultura mapuche y también como una forma de hacer dinero fácil.
En el año 2010 se inició una votación para alojar objetos tradicionales chilenos en la llamada Cápsula Bicentenario, en la cual se guardaron diversos objetos para que en 100 años más los habitantes del futuro puedan recordar las antiguas tradiciones y al desenterrarla en el año 2110 se encontrarán con un indio pícaro.

## Variantes
También se puede encontrar la pareja femenina que al levantarla muestra una vulva y algunos la apodan como Guacolda o india pícara o también la Picarona.
Una versión del Indio Pícaro también aparece en un clip del periodista y activista Steve Anderson. Con una campaña de venta satírica mandó un mensaje a la campaña electoral de las elecciones presidenciales de Estados Unidos de 2016.
En el año 2022, la cantante Rosalía estando de gira en Chile, recibió un indio pícaro decorado con diamantes en alusión a la letra de una de sus canciones: “Caro como que tiene un diamante en la punta”.

## Fabricación y estructura
Para modelar su cuerpo los artesanos trabajan un trozo de álamo mojado y ahuecado y poco a poco el pequeño trozo de madera adquiere su tradicional fisonomía. Después lo pintan con anilina negra y betún café para resaltar sus rasgos y vestimentas.
Luego de una vara cilíndrica de la misma madera o de raulí, cortan pequeños trozos de tres centímetros para dar forma al secreto oculto del Indio Pícaro.
Posteriormente tallan los pies por separado para luego unir las extremidades y el cilindro con una pita en el centro ahuecado del personaje. Lo sostienen con un pasador interno y con solo levantar ya el indio muestra sus atributos.

## Mecanismo
El muñeco es hueco y engaña la visión de los compradores al parecer ser sólo de una sola pieza. La víctima entonces intenta levantar el muñeco tomándolo en forma obvia por los costados superiores. Sin embargo las piernas permanecen por inercia y peso pegadas al suelo activando un mecanismo que activa la aparición de su pene para su sorpresa y diversión.

## Animación
Existió una serie de dibujos animados de 5 capítulos desarrollados en Flash por Grupo Local con el nombre Pichulonco, serie que contaba las aventuras de la estatuilla desde que escapó de un centro artesanal para recorrer el mundo. Fue un fenómeno de internet en la década de los 2000. Existió un corto como avance del quinto episodio de la serie, en donde se da a entender que la productora Grupo Local no pudo ganar un fondo consursable del Fondart y por ello el proyecto no evolucionó en su segunda temporada.
| Capítulo | Nombre                  | Tema                                                                 | Personajes |
| -------- | ----------------------- | -------------------------------------------------------------------- | --- |
| 01.T01   | Intro: Pichulonco       | Feria Artesanal                                                      | Pichulonco Artesana Turista |
| 02.T01   | Salvado por un palo     | Fútbol: Chile vs Brasil                                              | Pichulonco Ronaldinho Nelson Tapia Iván Zamorano Nelson Acosta Pedro Carcuro |
| 03.T01   | El Imperio con Trutruka | Star Wars                                                            | Pichulonco R2D2 Yoda Darth Vader Artesana |
| 04.T01   | Q´ Alavin Leden         | Terrorismo internacional                                             | Pichulonco Georgie (George Bush) Ricky Lake (Ricardo Lagos) Osama bin Laden Yoda |
| 01.T02   | Meka, se huele          | Programa de televisión chileno: Hola Andreina (Parodia: Hola Andrea) | Pichulonco Periodista en terreno, José Manuel (Juan Manuel Astorga) Conductora, Andreina (Andrea Molina) Directorde televisión Terapeuta, Padre Tatoo (Cura Tato) Nutricionista, Viviana Chucrutsberger (Vivi Kreutzberger) Consejera matrimonial, Ana L. Varado (Anita Alvarado) Financista, Pato Tongolino (Patricio Tombolini) Guacolda (India pícara) Alfredo Lamadrid Don Raff (Perro don Graf) |